# Židlochovice
Židlochovice (németül Groß Seelowitz, Gross-Seelowitz vagy csak Seelowitz) kisváros Csehországban, Morvaországban, a Dél-morvaországi kerületben, a Brno-vidéki járásban. Židlochovice Blučina, Nosislav, Hrušovany u Brna és Vojkovice településekkel határos. Lakosainak száma 3673 fő (2024. január 1.).

## Népesség
A település lakosságának változását az alábbi diagram mutatja:
| Lakosok száma | 2826 | 2635 | 2562 | 2508 | 3443 | 3087 | 3803 | 3826 | 3679 | 3673 |
|               | 1869 | 1890 | 1921 | 1950 | 1980 | 2001 | 2017 | 2019 | 2022 | 2024 |